# محافظة يونغشون
يونغشون ( بالصينية : 永顺县 ) هي محافظة في الصين تتبع الإقليم المستقل «كسيانغكسي توجا ومياو» في ولاية هونان . وهي تقع شمال شرق منطقة زانغجياجي ذات الطبيعة الخلابة . وتقع في نفس الوقت جنوب شرق هوايهوا.

Panorama of Furong, a Tujia ancient town in Yongshun County

هذا البقعة من الصين مع زانغجياجي من أجمل المناطق الطبيعية الجميلة، ويأتي إليها سياح من جميع انحاء العالم.

## المناخ
يظهر الجدول التالي التغييرات المناخية على مدار السنة لمحافظة يونغشون:
| البيانات المناخية لـمحافظة يونغشون               | البيانات المناخية لـمحافظة يونغشون | البيانات المناخية لـمحافظة يونغشون | البيانات المناخية لـمحافظة يونغشون | البيانات المناخية لـمحافظة يونغشون | البيانات المناخية لـمحافظة يونغشون | البيانات المناخية لـمحافظة يونغشون | البيانات المناخية لـمحافظة يونغشون | البيانات المناخية لـمحافظة يونغشون | البيانات المناخية لـمحافظة يونغشون | البيانات المناخية لـمحافظة يونغشون | البيانات المناخية لـمحافظة يونغشون | البيانات المناخية لـمحافظة يونغشون | البيانات المناخية لـمحافظة يونغشون |
| الشهر                                            | يناير                              | فبراير                             | مارس                               | أبريل                              | مايو                               | يونيو                              | يوليو                              | أغسطس                              | سبتمبر                             | أكتوبر                             | نوفمبر                             | ديسمبر                             | المعدل السنوي                      |
| ------------------------------------------------ | ---------------------------------- | ---------------------------------- | ---------------------------------- | ---------------------------------- | ---------------------------------- | ---------------------------------- | ---------------------------------- | ---------------------------------- | ---------------------------------- | ---------------------------------- | ---------------------------------- | ---------------------------------- | ---------------------------------- |
| الدرجة القصوى °م (°ف)                            | 23.5 (74.3)                        | 29.0 (84.2)                        | 32.1 (89.8)                        | 36.7 (98.1)                        | 35.7 (96.3)                        | 37.8 (100.0)                       | 39.9 (103.8)                       | 40.5 (104.9)                       | 38.4 (101.1)                       | 34.5 (94.1)                        | 29.9 (85.8)                        | 23.0 (73.4)                        | 40.5 (104.9)                       |
| متوسط درجة الحرارة الكبرى °م (°ف)                | 9.3 (48.7)                         | 11.3 (52.3)                        | 15.8 (60.4)                        | 22.2 (72.0)                        | 26.7 (80.1)                        | 29.6 (85.3)                        | 32.6 (90.7)                        | 32.8 (91.0)                        | 28.8 (83.8)                        | 22.4 (72.3)                        | 17.5 (63.5)                        | 12.0 (53.6)                        | 21.8 (71.1)                        |
| المتوسط اليومي °م (°ف)                           | 5.0 (41.0)                         | 7.0 (44.6)                         | 10.7 (51.3)                        | 16.5 (61.7)                        | 20.9 (69.6)                        | 24.3 (75.7)                        | 26.9 (80.4)                        | 26.7 (80.1)                        | 22.8 (73.0)                        | 17.3 (63.1)                        | 12.1 (53.8)                        | 7.0 (44.6)                         | 16.4 (61.6)                        |
| متوسط درجة الحرارة الصغرى °م (°ف)                | 2.2 (36.0)                         | 4.0 (39.2)                         | 7.2 (45.0)                         | 12.6 (54.7)                        | 17.2 (63.0)                        | 20.8 (69.4)                        | 23.2 (73.8)                        | 22.7 (72.9)                        | 19.1 (66.4)                        | 14.2 (57.6)                        | 8.9 (48.0)                         | 3.9 (39.0)                         | 13.0 (55.4)                        |
| أدنى درجة حرارة °م (°ف)                          | −5.0 (23.0)                        | −5.0 (23.0)                        | −2.7 (27.1)                        | 2.9 (37.2)                         | 8.5 (47.3)                         | 12.6 (54.7)                        | 17.1 (62.8)                        | 14.9 (58.8)                        | 12.0 (53.6)                        | 3.5 (38.3)                         | −2.2 (28.0)                        | −5.3 (22.5)                        | −5.3 (22.5)                        |
| الهطول مم (إنش)                                  | 34.1 (1.34)                        | 45.5 (1.79)                        | 71.6 (2.82)                        | 129.2 (5.09)                       | 185.3 (7.30)                       | 223.7 (8.81)                       | 258.9 (10.19)                      | 128.9 (5.07)                       | 82.2 (3.24)                        | 98.3 (3.87)                        | 60.4 (2.38)                        | 26.3 (1.04)                        | 1٬344٫4 (52.94)                    |
| متوسط الرطوبة النسبية (%)                        | 76                                 | 75                                 | 77                                 | 79                                 | 81                                 | 83                                 | 82                                 | 80                                 | 78                                 | 82                                 | 79                                 | 76                                 | 79                                 |
| المصدر: China Meteorological Data Service Center |                                    |                                    |                                    |                                    |                                    |                                    |                                    |                                    |                                    |                                    |                                    |                                    |                                    |

## أعلام
- لي تشانغ

## معرض صور

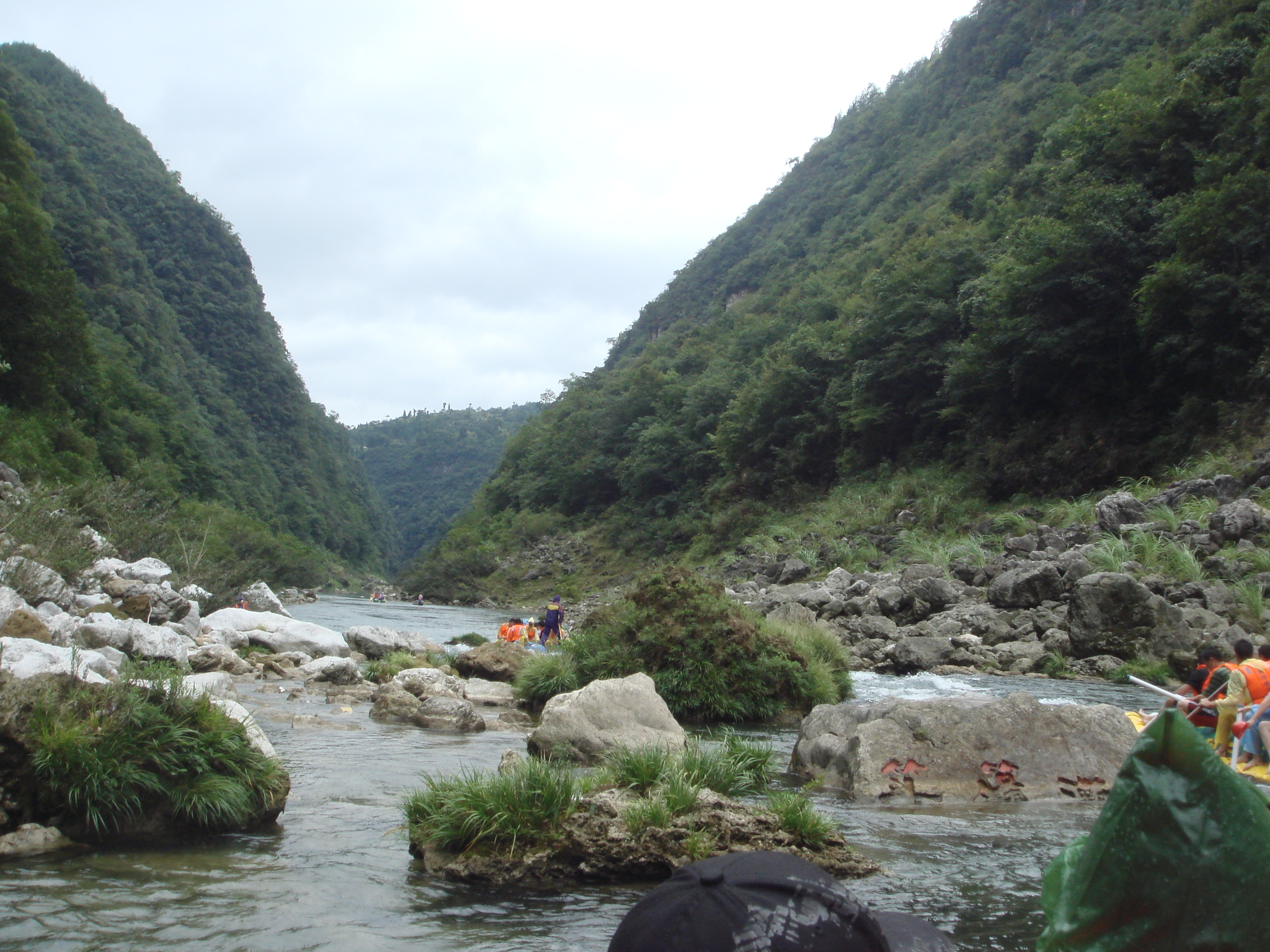
جدول
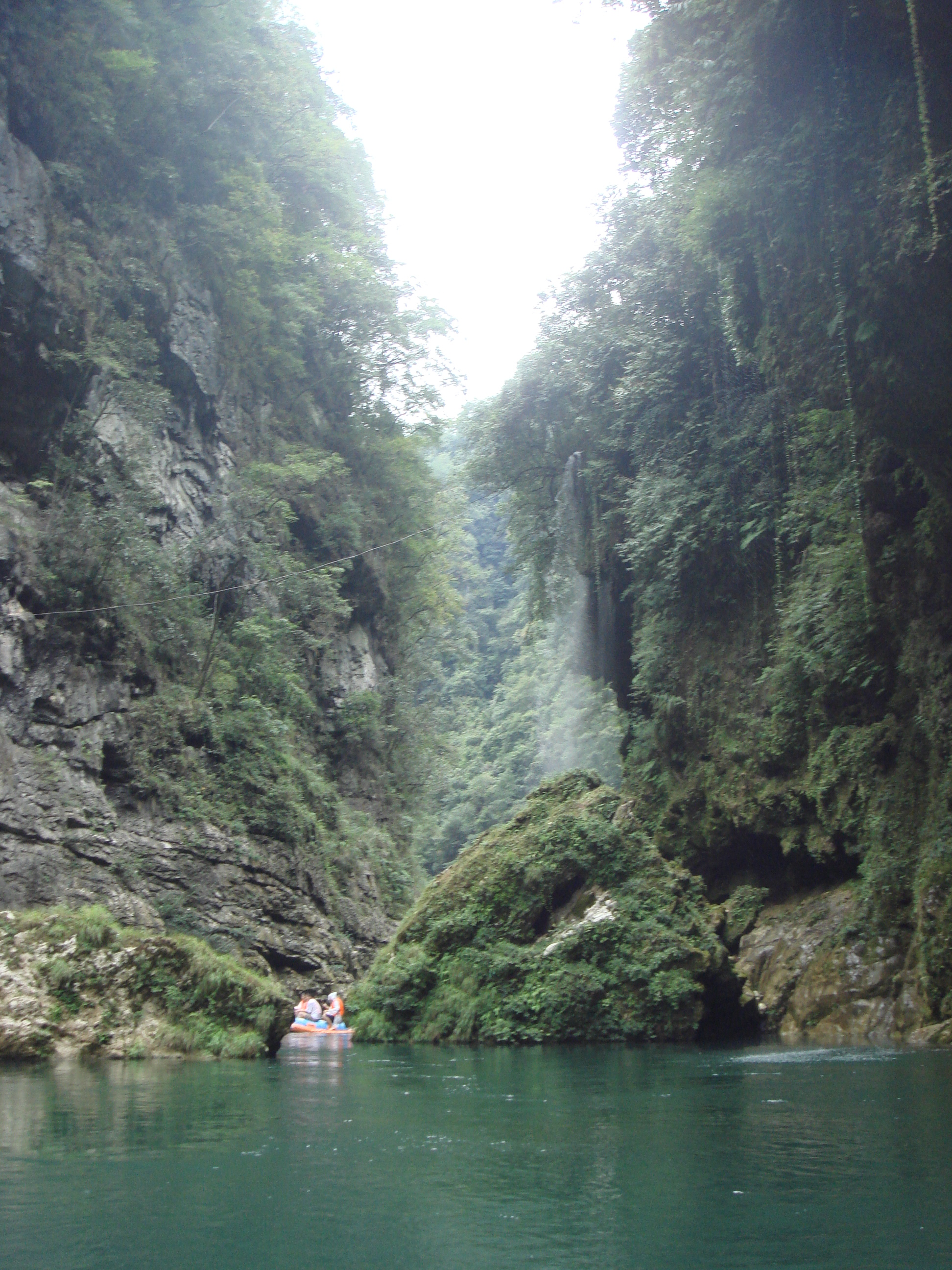
بحيرة
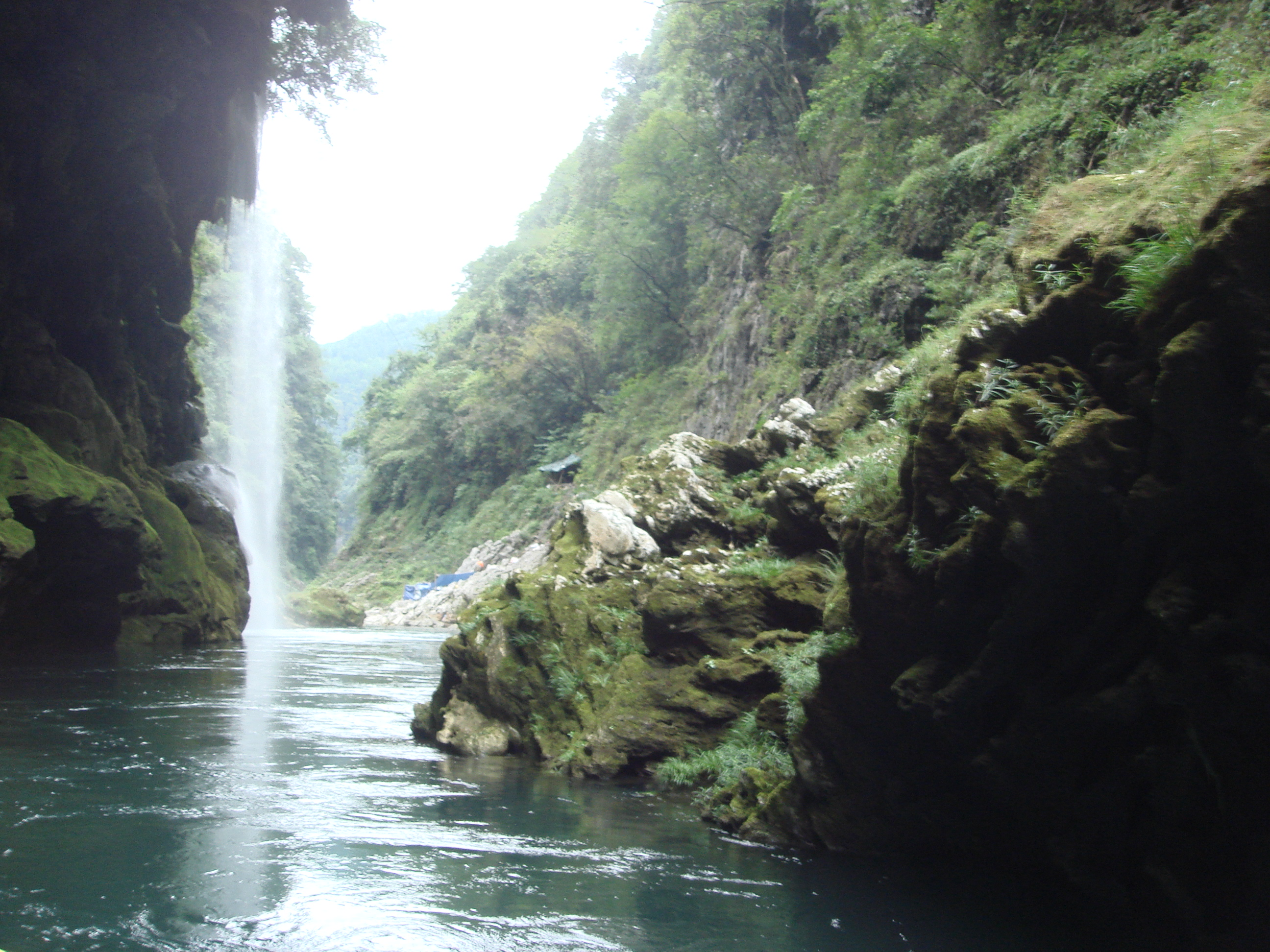
شلال

## اقرأ أيضا
- بكين
- ولينغيوان
- زانغجياجي
- توجا